# Tullbergia ruseki
Tullbergia ruseki är en urinsektsart som beskrevs av Christiansen och Bellinger 1980. Tullbergia ruseki ingår i släktet Tullbergia och familjen Tullbergiidae. Inga underarter finns listade i Catalogue of Life.